# Nagisa Oshima
Nagisa Oshima (31. marts 1932 – 15. januar 2013) var en japansk filminstruktør. Han var instruktør bag blandt andet  Merry Christmas, Mr. Lawrence.